# Леончук, Марина Николаевна
Марина Николаевна Леончук — украинская телеведущая, журналист. Родилась 29 июня 1981 года, в селе Сезенков, Барышевского района Киевской области. В 2003 году окончила Институт журналистики Киевского национального университета им. Т. Шевченко.
С 2008 по 2017 работала на телеканале «1+1», была ведущей нескольких программ: до 2013 вела ежедневную новостную программу программу ТСН, а затем вела утреннюю программу на канале.

## Интересные факты
- В 2013 году сыграла роль (имя персонажа: Варвара Мартынюк) в фильме «1 + 1 дома»[4].